# Völgyfalva
Völgyfalva (németül Zillingtal, horvátul Celindof) község Ausztriában, Burgenland tartományban, a Kismartoni járásban.

## Fekvése
Kismartontól 6 km-re délnyugatra fekszik.

## Története
A község területe már az újkőkorban lakott volt, ezt bizonyítják a Rudolf-major területén előkerült településmaradványok, melyek az i. e. 5500 és 5000 közötti időből származnak.
1948-ban egy különösen szép lelet került elő a Mitterwald nádasából az ún. „Zillingtali Vénusz” egy nőt ábrázoló agyagfigura az i. e. 5000 körüli időből. További településmaradványok és sírok kerültek elő  a lengyeli kultúra korából az. i. e. 5000 és 4300 közötti időből is. Ebből az időszakból származik az az 1984-ben talált  34-45 közötti férficsontváz is, melynek koponyáján műtét nyomait fedezték fel. A lelet tanúsága szerint a férfi a műtétet túlélte. Ez a legrégebbi ismert koponyaműtét Ausztriában. 1892-ben legalább két urnasírt találtak az i. e. 1200 és 1050 közötti időből. A Schimmelkapelle környékén az i. e. 750 és 450 közötti időből származó hallstatt-kori településmaradványokat tártak fel. A község északkeleti határában a 4. századból származó késő római temető került elő. 1927 és 1930 között  a településtől nyugatra eső határban 7–8. századi, 797 sírból álló  hatalmas avar temetőt tártak fel. A temető teljes feltárása azonban csak 1994-re fejeződött be. Az itt övcsatdíszként megtalált griffmadár került be 1992-ben a település címerébe is.
Völgyfalu helyén a honfoglalást követően valószínűleg határőr település állt ezen a helyen. Egy 1271-es oklevél egy "Pomog" nevű település bukkan itt fel, mely a Byk kisnemesi család birtoka volt. A mai települést 1301-ben "Cylygenthal" néven említik először. Nevét Szent Cecília tiszteletére szentelt templomáról, vagy egy Cilli nevű birtokosról kaphatta. 1435-ben "Ciligenthal" Fraknó várának birtokaként tűnik fel és 1740-ig a fraknói uradalom része maradt. A korabeli összeírások szerint a település 1498 és 1506 között puszta volt. Az elnéptelenedést általában a Hunyadi Mátyás és III. Frigyes német-római császár közötti háborúval, valamint gazdasági okokkal magyarázzák. 1529-ben és 1532-ben is elpusztította a török. Az elpusztult lakosság helyére horvátokat telepítettek be. 1569-ben 57, 1589-ben 68 házat számláltak itt, mely mintegy 400 lakost jelent. A reformáció a horvát lakosság körében nem tudott gyökeret verni. 1605-ben Bocskai István, 1619-ben Bethlen Gábor hadai dúlták fel, többek között a falu iskolája is leégett. 1622-ben Völgyfalva a fraknói uradalommal együtt az Esterházy család birtoka lett. Temploma 1659-ben épült, 1683-ban a török lerombolta, de 1696-ban helyreállították. 1704 és 1709 között többször érte kuruc támadás a települést. 1743-ban a pecsenyédi uradalomhoz csatolták. 1832-ben kolerajárvány pusztított, melynek számos áldozata volt. 1863-ban egy tűzvészben sok ház és pajta égett le.
Fényes Elek szerint " Völgyfalu, németül Zillingthal, horvát f. Sopron vmegyében, Sopronhoz északra 3 mfld. 144 házzal, 1006 kathol. lak., paroch. templommal. Hegyes völgyes határa sovány, s van 1371 h. szántóföldje, 83 h. rétje, 637 hold legelője 318 font (100 négyszögölével) kivágott szőlőhegye, 17 h. erdeje. Az uradalmi erdő 30 h. Telkesgazda: 117. Van itt az uraságnak, hg. Eszterházy Pálnak kőszén bányája."
A trianoni békeszerződésig Sopron vármegye Kismartoni járásához tartozott. Az első világháborúnak 36 áldozata volt a községben. 1921-ben Ausztria része lett. Az elektromos áramot 1928-ban vezették be.

## Népessége
1910-ben 972, többségben horvát lakosa volt, jelentős magyar kisebbséggel.

## Neves személyek
- A település szülötte Kruesz Krizosztom (1819–1885) bencés pap, 1865–1885 között pannonhalmi főapát, pedagógus, az MTA tagja.

## Nevezetességei
Szent Péter és Pál apostolok tiszteletére szentelt plébániatemploma 1659-ben épült barokk stílusban, berendezése rokokó. Főoltárát Szent István király, Szent László király, Árpád-házi Szent Erzsébet és Szent Borbála szobrai díszítik. Tornya 1747-ben épült, amikor a templomot is megújították. 1998-ban a renoválás során 10. – 11. századi alapfalakra bukkantak és előtűntek a 13.–14. századi átépítés nyomai is.

## Külső hivatkozások
- Hivatalos oldal
- Völgyfalva az Osztrák Statisztikai Hivatal honlapján
- Magánblog Völgyfalváról